# Comelis Deelder
Comelis Deelder (* 15. Dezember 1853 in Den Helder; † 26. Juli 1928 in Soest) war ein niederländischer altkatholischer Geistlicher und Kirchenhistoriker.

## Leben
Deelder besuchte ab 1867 die Lateinschule des altkatholischen Seminars in Amersfoort. Nach seiner Abschlussprüfung studierte er Theologie am dortigen Priesterseminar und empfing am 7. November 1877 die Priesterweihe. Nachdem er in Egmond und Amersfoort Kaplan war, wurde er mit Wirkung vom 17. August 1884 zum Priester der Gemeinde St. Gertrudis in Utrecht ernannt. Er diente dieser Gemeinde vierzig Jahre lang bis zum 31. August 1924.
Die Utrechter Gemeinde feierte ihre Gottesdienste immer noch in der alten, versteckten Schuilkerk im Mariahoek. Neben der Seelsorge in der Gemeinde betreute Deelder auch die wertvolle Bibliothek und das reiche Archiv, die sich hier befanden. Das Archiv brachte ihn in Kontakt mit dem Staatsarchivar Samuel Muller, und es lieferte ihm das Material für seine zwei Bände der Beiträge zur Geschichte der römisch-katholischen Kirche in den Niederlanden, die er 1888 und 1892 – nach jansenistischem Brauch – anonym veröffentlichte. Im Jahr 1889 erlebte er die Gründung der Utrechter Union der Altkatholischen Kirchen, durch welche die Beziehung hergestellt wurde zwischen der Roomsch Katholieke Kerk van de Oud-Bisschoppelijke Cleresie und den altkatholischen Kirchen in Deutschland, der Schweiz und Österreich, die nach dem Vatikanischen Konzil von 1870 entstanden waren. Als Folge der Utrechter Union wurde die Revue Internationale de Théologie gegründet, an der Deelder mitarbeitete.

## Wirken
Er war als Prediger so bekannt, dass viele Theologiestudenten in der alten Kirche seine Fastenmeditationen besuchten.
Deelder entwickelte den Plan, die alte Schuilkerk zu verlassen und ein neues Kirchengebäude zu errichten. Dieses Gebäude sollte zum einen die Umwandlung der Clerezie (versteckte Kirche) in die Altkatholische Kirche symbolisieren, auf der anderen Seite war es der Versuch, die durch die Reformation verloren gegangene und 1844 abgebrochene Mariakerk wiederzubeleben. Im Jahr 1914 wurde die neue Kirche St. Gertrudis eingeweiht. Deelders Wunsch, die alte Kirche als Museum einzurichten, ging erst in seinem Todesjahr 1928 in Erfüllung.
Neben seiner pastoralen Tätigkeit war Deelder Mitglied des Metropolitankapitels, Erzpriester und Provisor des Seminars in Amersfoort.

## Veröffentlichungen
- Bijdragen voor de Geschiedenis van de Roomsch-Katholieke kerk in Nederland. 2 Teile, Rotterdam 1888–1892.